# UN Käerjéng 97
Az UN Käerjéng 97, teljes nevén Uewer Nidder Käerjéng 97 egy luxemburgi labdarúgócsapat. Székhelye Bascharage-ban van, jelenleg az első osztályban szerepel.

## Története
Egy rendkívül „fiatal” klub, mindössze 1997-ben alapították, az US Bascharage és a Jeunesse Hautcharage egyesülésével. Komolyabb sikert (kupagyőzelem) csak a Jeunesse ért el.
A csapat legjobb eredménye a bajnokságban egy hatodik hely.

## Sikerei

### Jeunesse Hautcharage
- Luxemburgikupa-győztes
  - 1 alkalommal (1971)

## Nemzetközi eredményei

### Összesítve
| Kupa                        | J | Gy | D | V | Rg | Kg |
| --------------------------- | - | -- | - | - | -- | -- |
| UEFA-kupa                   | 4 | 1  | 0 | 3 | 2  | 6  |
| Kupagyőztesek Európa-kupája | 2 | 0  | 0 | 2 | 0  | 21 |
| Összesítve                  | 6 | 1  | 0 | 5 | 2  | 27 |

### Szezonális bontásban
| Szezon    | Kupa      | Forduló         | Ellenfél       | Eredmény | Eredmény |
| Szezon    | Kupa      | Forduló         | Ellenfél       | 1. m.    | 2. m.    |
| --------- | --------- | --------------- | -------------- | -------- | -------- |
| 1971–1972 | KEK       | 1. forduló      | Chelsea        | 0–8 (h)  | 0–13 (i) |
| 2007–2008 | UEFA-kupa | 1. selejtezőkör | Lillestrøm     | 1–2 (i)  | 1–0 (h)  |
| 2007–2008 | UEFA-kupa | 2. selejtezőkör | Standard Liège | 0–3 (h)  | 0–1 (i)  |

Megjegyzések
- i = idegenbeli mérkőzés

## Jelenlegi keret
| #  |                       | Poszt | Név                   |
| -- | --------------------- | ----- | --------------------- |
| 1  | POR                   | K     | Sergio Silva Costa    |
| 2  | LUX                   | V     | Kevin Leite           |
| 3  | LUX                   | V     | Christophe Scholer    |
| 5  | FRA                   | V     | Jean-Philippe Facques |
| 8  | FRA                   | KP    | Julien Rolandi        |
| 9  | POR                   | CS    | Luis Duarte           |
| 10 | Zöld-foki Köztársaság | KP    | Cleyton Santos Pires  |
| 11 | BEL                   | KP    | Rémy Mukenge          |
| 12 | FRA                   | CS    | Djibril Mandefu       |
| 13 | Szerbia               | V     | Henid Ramdedovic      |
| 14 | LUX                   | CS    | Ben Polidori          |
| 15 | POR                   | V     | Paulo da Costa        |

| #  |     | Poszt | Név                |
| -- | --- | ----- | ------------------ |
| 16 | BEL | KP    | Mutamba Kivunghe   |
| 17 | LUX | KP    | Vito Marinelli     |
| 18 | LUX | CS    | Zarko Lukic        |
| 19 | LUX | CS    | Rachid Boulahfari  |
| 20 | FRA | CS    | Florian Mateos     |
| 22 | LUX | K     | Steve Dunkel       |
| 23 | FRA | V     | Karim Zamoum       |
| 24 | FRA | KP    | Lionel Dias        |
|    | LUX | K     | André Bill         |
|    | LUX | V     | Gilles Funck       |
|    | LUX | KP    | Alessandro Fiorani |
|    | LUX | CS    | Chris Sagramola    |